# Фольксгемайншафт

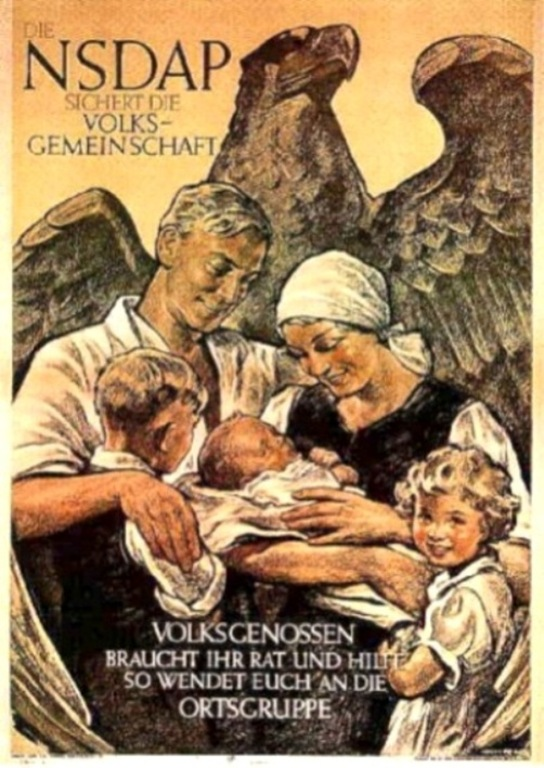
Плакат нацистской пропаганды, изображающий немецкую семью

Фо́льксгема́йншафт (нем. Volksgemeinschaft — «народная общность», «народное единство») — идеологическое клише нацистской пропаганды. Символизирует сплочение нации во имя достижения общей цели. Впервые возникло во время Первой мировой войны. Наибольшее распространение получило как часть государственной пропаганды в Третьем рейхе.